# Sé quién eres
Pour plus de détails, voir Fiche technique et Distribution.
Sé quién eres est un film espagnol réalisé par Patricia Ferreira, sorti en 2000.

## Synopsis
Paloma, une jeune psychiatre, s'attache à l'un de ses patients, Mario, atteint du syndrome de Korsakoff qui lui provoque de l'amnésie. Elle décide d'enquêter sur son passé.

## Fiche technique
- Titre : Sé quién eres
- Réalisation : Patricia Ferreira
- Scénario : Patricia Ferreira, Daniela Fejerman, Manuel Gutiérrez Aragón, Enrique Jiménez et Inés París
- Musique : José Nieto
- Photographie : José Luis Alcaine
- Montage : Marcela Sáenz
- Production : Pancho Casal et Gerardo Herrero
- Société de production : Continental Producciones, Tornasol Films, Zarlek Producciones, Televisión Española, Televisión de Galicia et Vía Digital
- Pays :  Espagne et  Argentine
- Genre : Drame et thriller
- Durée : 100 minutes
- Dates de sortie : 
  -  Espagne : 7 avril 2000

## Distribution
- Miguel Ángel Solá : Mario
- Ana Fernández : Paloma
- Roberto Enríquez : Álvaro
- Íngrid Rubio : Coro
- Manuel Manquiña : Ginés
- Mercedes Sampietro : Marisa
- Héctor Alterio : Salgado
- Jordi Dauder : Sánchez
- Vicky Peña : Sarah
- Gonzalo Uriarte : Megía
- María Bouzas : Encarna
- Xavier Estévez : Jaime
- Luis Tosar : Estévez
- Carlos Blanco : Casal
- Santi Prego : Chito
- Mónica García : Celeste
- Xosé Luis Bernal : Telmo
- Maxo Barjas : la mère d'Álvaro
- Fidel Almansa : le père d'Álvaro
- Isabel Vallejo : Marie

## Distinctions
Le film a été nommé pour trois prix Goya et a obtenu celui de la meilleure musique.